# F♯A♯∞
F♯A♯⚭ (ausgesprochen: F-sharp, A-sharp, Infinity) ist das Debütalbum der kanadischen Post-Rock-Band Godspeed You! Black Emperor. Es wurde zuerst im August 1997 von Constellation Records veröffentlicht, dann am 8. Juni 1998 noch einmal, auf 63 Minuten verlängert, von Kranky Records. Stilistisch fallen vor allem die vielen rein instrumentalen, überlangen Lieder auf, welche in Segmente unterteilt sind.
Das Album wurde im Hotel2Tango in Montreal aufgenommen. Die erste Auflage des Albums war stark limitiert. Sie wurde größtenteils auf Konzerten vertrieben.
Anfangs war das Interesse am Album gering. Nach der Wiederauflage und mehreren Interviews und Artikeln in bekannten Musikzeitschriften (unter anderem der New Musical Express) wurden die Band und das Album bekannter. Die Rezeption des Albums war weitgehend positiv. Kritiker lobten den subtilen, orchestralen Charakter der Band.

## Hintergrund

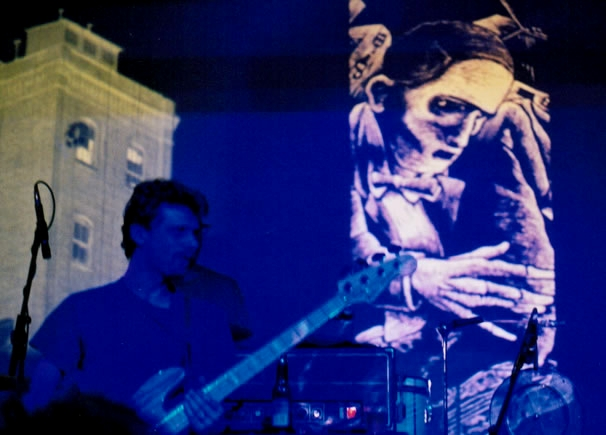
GY!BE-Bassist Mauro Pezzente live in London, November 2000.

1995 zog Mauro Pezzente, Mitbegründer von GY!BE, mit seiner damaligen Freundin in das Mile End von Montreal.
Pezzente nutzte seine Wohnung auch als Ort für Konzerte und nannte es die Gallery Quiva. Um 1996 herum zog Efrim Menuck in die zwischenzeitlich leer stehende Wohnung und gründete das Hotel2Tango als Proberaum, Aufnahmestudio und Konzertsaal für die musikalische Szene der Stadt. Dort fanden dann 1997 die Aufnahmen für die LP-Version von F♯A♯⚭ statt. Zu dieser Zeit hatte die Band fünfzehn Mitglieder, die für die Aufnahmen auf zehn sowie einige Gastmusiker reduziert wurden.
Das musikalische Material der Platte reichte zurück bis in das Jahr 1993. Bei den Aufnahmen entstanden daraus zwei Stücke von jeweils etwa 20 Minuten Länge. Eigentlich hatte die Band vor, das Album als Doppel-7" zu veröffentlichen. Die Idee wurde jedoch verworfen, nachdem Don Wilkie und Ian Ilavsky, Gründer des damals neuen Indie-Labels Constellation Records und Koproduzenten des Albums, anboten, das Album als dritte Veröffentlichung ihres Labels zu produzieren. Im August 1997 wurde es dann veröffentlicht, limitiert auf 500 handverpackte und nummerierte Vinyl-Scheiben.
Nach der Veröffentlichung tourte die Band durch die Vereinigten Staaten. Um sich ein wenig bekannter zu machen, schickten sie das Album dem Indie-Label Kranky in Chicago. Kranky war  beeindruckt und bot eine Veröffentlichung auf CD an. Die Band nahm das Album ein zweites Mal auf, mit kleinen Unterschieden. Die CD-Version enthält mehr Material: Drei Tracks und knapp 65 Minuten Dauer.

## Stil

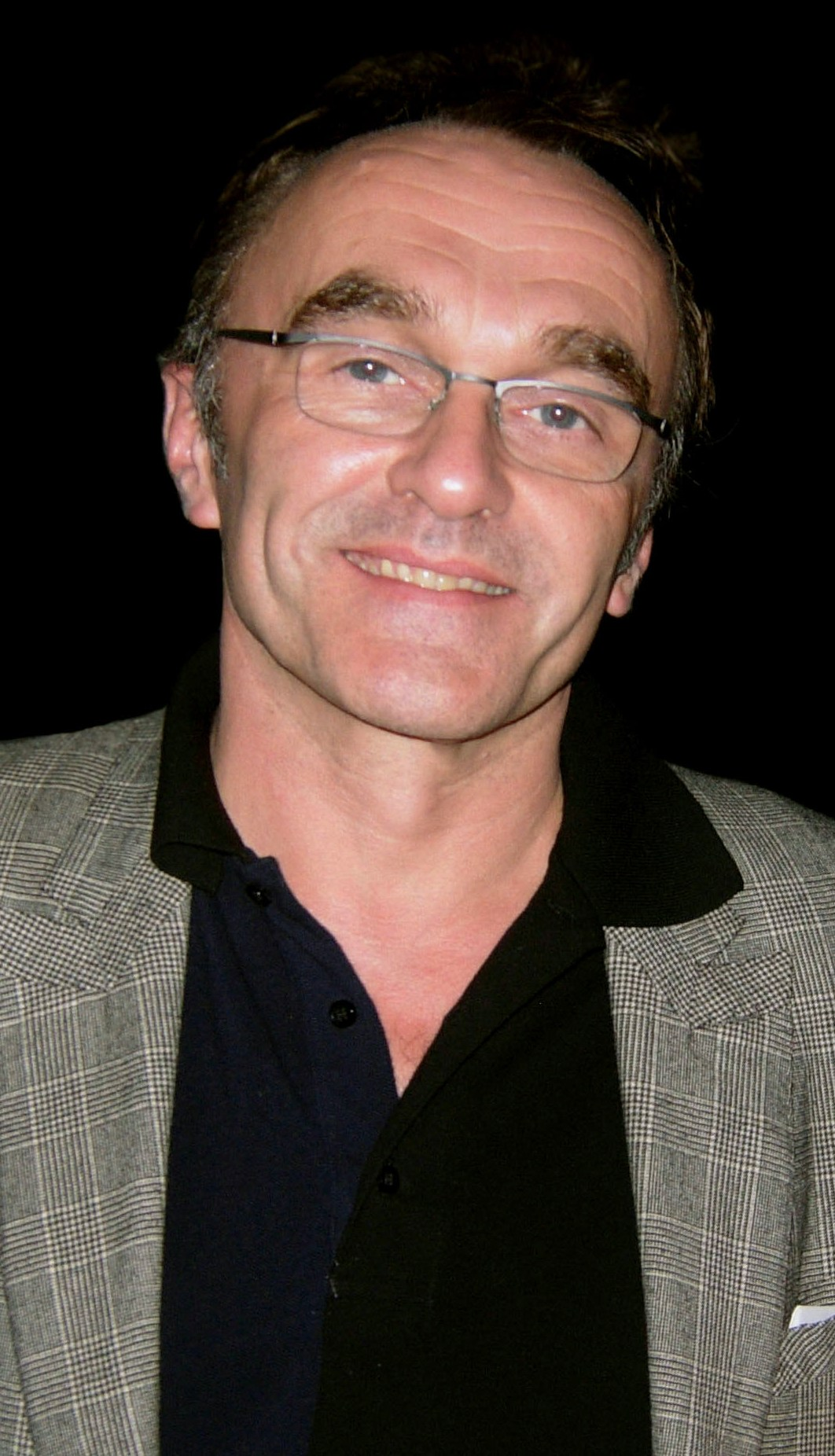
Danny Boyle (2008)

Die Musik auf F#A#⚭ ist bekannt für ihre starken Lautstärkeänderungen, dunkle Musikatmosphäre, Verzicht auf Gesang und Text und Einteilung der langen Stücke in verschiedene Sätze. Alle Tracks beinhalten Field Recordings und Samples, einmal von David Keenan im Musikmagazin The Wire als eschatologische Tape Loops bezeichnet. Das Hauptthema des Albums wird oft als apokalyptisch bzw. post-apokalyptisch bezeichnet.
Der britische Regisseur Danny Boyle fühlte sich während der Produktion des Horrorfilmes 28 Days Later von diesem Album stark inspiriert. In einem Interview mit dem Guardian erklärte er:

“I always try to have a soundtrack in my mind [when creating a film]. Like when we did Trainspotting, it was Underworld. For me, the soundtrack to 28 Days Later was Godspeed. The whole film was cut to Godspeed in my head.”

„Ich versuche [beim Filmen] immer einen Soundtrack in meinem Kopf zu haben. Als wir zum Beispiel Trainspotting drehten, war es Underworld. Für mich war der Soundtrack für 28 Days Later Godspeed. In meinem Kopf war der ganze Film Godspeed.“

Der erste Track, The Dead Flag Blues, beginnt mit einem von Lee Marvin gesprochenen Monolog aus einem unvollendeten Film des Gitarristen Efrim Menuck namens Jail (dt.: Gefängnis). Unterlegt von einem dunklen Drone und einer Streichermelodie, beschreibt der Sprecher eine zerstörte Stadt mit einer korrupten Regierung und Bewohnern im Drogenrausch. Dieser Monolog wird dann von Klängen startender Dampflokomotiven abgelöst und längeren, hohen Tönen. Dies entwickelt sich dann in eine Country-artige Melodie und wird schließlich abgelöst von einem Outro mit Glockenspiel, Violine und Slide Guitar.
Der zweite Song, East Hastings, ist nach einer Straße in Vancouver benannt. Es beginnt mit einer Straßenpredigerin auf einer vielbefahrenen Straße. Dann setzt ein Dudelsack ein und wiederholt die Melodie aus dem Dead Flag Blues. Der Dudelsack wird langsam leiser, und der Satz Sad Mafioso beginnt – dieser Satz erscheint auch am Anfang des Filmes 28 Days Later. Der Track endet mit elektronischen Klängen und einem lauten Bass.
Der letzte Track, Providence, ist mit knapp 30 Minuten der längste der Platte. James Oldham, NME, beschrieb ihn als „teils The Good, the Bad and the Ugly und teils spirituelles Drone-Spektakel“. Der Track beginnt mit der Außenaufnahme eines Lieds von Hank Williams, Jr.; der Sänger ergänzt, er glaube nicht an einen nahen Weltuntergang. Darauf folgt ein Cello, begleitet von Glockenspiel, Violine und Waldhorn. Nach etwas Perkussion hören wir eine singende Frau, verfremdet durch elektronische Effekte. Einer marschartigen Melodie folgt der gesungene Satz Where are you going? Where are you going?. Ein Sample aus dem Song By My Side aus dem Musical Godspell mündet in eine Klangcollage, und nach etwa drei Minuten Stille folgt eine kurze Widmung an den amerikanischen Blues-Musiker John Lee Hooker.

## Symbolik
Der Titel des Albums, F-Sharp, A-Sharp, Infinity („Fis-Dur, Ais-Dur, Unendlichkeit“), bezieht sich auf die Akkorde, womit beide Seiten der LP beginnen, sowie auf den endlosen Loop am Ende von Seite B. Die CD-Version enthält diesen Loop nicht.

Die LP-Version mitsamt allen Extras

Die 500 Original-Schallplatten sind für ihre ungewöhnliche Verpackung und ihren Inhalt bekannt. Die LP wurde von der Band, ihrem Label Constellation und Künstlern aus Montreal gestaltet. Eins der drei Fotos zeigt einen Wasserspeicher, Zug oder ein Verkehrsschild; es wurde als Sticker auf das Cover geklebt. Das LP-Cover nennt die Songtitel nicht. Allerdings waren sie (und weitere Informationen über das Album) in einen Teil des Vinyls der LP gekratzt.
In der LP-Verpackung befand sich nicht nur die LP, sondern mehrere Extras. Ein alter Flugzettel, die Liner Notes auf einem separaten Zettel, ein Gemälde von Efrim Menuck und ein kanadischer Penny, plattgefahren von einem Zug. Auch ein weichgezeichnetes Bild, dem Blues-Musiker Reverend Gary Davis gewidmet, befand sich in der LP. Barb Stewart vom Stylus Magazine und Mike Galloway vom NOW Magazine nannten Verpackung und Inhalt „wunderschön“. Trotz einiger Vereinfachungen des Herstellungsprozesses wird die Platte bis heute in der gleichen Verpackung verkauft.-->
Das Artwork der CD ist sehr viel simpler. Gitarrist David Byrant nannte die Verpackung einmal eine „Jewel Case CD-Missgeburt“ und zog die selbst gemachte LP vor. Als Coverbild zeigt sie ein Straßenschild, gegenüber dem Original deutlich größer und dunkler. Im Jewel Case befinden sich die Linernotes und Bilder sowie die Faulty Schematics of a Ruined Machine, das Gemälde von Efrim Menuck.

## Kritiken

### LP
Für die LP-Version gab es kaum Kritiken. Stylus Magazine meinte, die Platte sei „erfinderisch und innovativ“; „sie stecke ein neues Gebiet ab in einer Welt voll abgedroschener Experimente“ Gordon Krieger vom kanadischen Musikmagazin Exclaim! beschrieb es als „langsamen Soundtrack voller Reue und Verlangen, gleichermaßen missmutig und erwartungsfreudig“. Das Montrealer Hour schrieb, die langen Tracks „könnten ganz schön prätentios sein, aber die Klänge sind viel zu cool, um kühl und überheblich zu sein.“
Das Chart-Magazin setzte die LP auf Platz 46 ihrer Liste der 50 besten kanadischen Alben aller Zeiten.

### CD
Für die Auflage auf CD gab es mehr Rezensionen, die allgemein positiv waren. Marc Gilman von Allmusic sagte, die Musik sei „auf dem Album einzigartig und voller Power“ und es sei „ganz schön schwer, irgendwelche Imitatoren dieser revolutionären Musikform“ zu finden.
Magnet meinte, dass die drei Tracks als „atemberaubende Psychedelia im Kopfhörer- oder Surround Sound-Kontext serviert werden können“ und wählte es auf Platz 38 der besten Alben aus den Jahren 1993 bis 2003.
Der NME nannte die CD einen „authentischen Klassiker“ und wies auf die Vielfalt der präsenten Klänge hin.
Pitchfork-Gründer und Kritiker Ryan Schreiber bemerkte, Godspeed sei eine der wenigen experimentellen Bands, die „Schönheit und Emotion nicht aus ihren Stücken heraushalten“. Später nahem Pitchfork das Album auf Platz 45 ihrer Liste der 100 besten Alben der 90er auf.

## Trackliste

### LP-Version
1. Nervous, Sad, Poor... – 20.43
  1. The Dead Flag Blues (Intro) – 6.09
  2. Slow Moving Trains – 3.23
  3. The Cowboy – 4.16
  4. Drugs in Tokyo – 3.29
  5. The Dead Flag Blues (Outro) – 1.52
  6. ohne Titel – 1.34
2. Bleak, Uncertain, Beautiful... – 17.40
  1. ...Nothing’s Alrite in Our Life..." / "The Dead Flag Blues (Reprise) -2.00
  2. The Sad Mafioso – 5.33
  3. Kicking Horse on Brokenhill – 5.36
  4. String Loop Manufactured During Downpour... – 4.29

### CD-Version
1. The Dead Flag Blues – 16.27
  1. The Dead Flag Blues (Intro) – 6.09
  2. Slow Moving Trains – 3.23
  3. The Cowboy – 4.16
  4. The Dead Flag Blues (Outro) – 1.52
2. East Hastings – 17.58
  1. ...Nothing’s Alrite in Our Life..." / "The Dead Flag Blues (Reprise) – 1.35
  2. The Sad Mafioso – 10.44
  3. Drugs In Tokyo – 3.43
  4. Black Helicopter – 1.56
3. Providence – 29.02
  1. Divorce & Fever... – 2.44
  2. Dead Metheny... – 8.44
  3. Kicking Horse on Brokenhill – 5.53
  4. String Loop Manufactured During Downpour... – 4.36
  5. Nicht gelistete Stille – 3.32
  6. J.L.H. Outro – 4.08

### Notizen

#### Vinyl
- Die Namen der Sätze sind de facto nirgendwo auf der Vinyl-Veröffentlichung zu finden, sie sind von der CD-Version entnommen.
- Der letzte Satz auf Seite A ist nicht auf der CD-Edition zu finden.
- Die Länge der einzelnen Sätze ist nur geschätzt, da sie ineinander übergehen.
- Die Vinyl-Edition läuft eigentlich ad infinitum.

#### CD
- "Slow Moving Trains" und "The Cowboy..." sind als gleicher Satz gelistet, sind aber eigentlich verschiedene Stücke.
- "Drugs in Tokyo" und "Black Helicopter" sind als gleicher Satz gelistet, sind aber eigentlich verschiedene Stücke.
- Die Längen der Sätze wurden der offiziellen Diskografie entnommen.

## Gastmusiker
Die Namen dieser Gastmusiker stammen aus den Liner Notes des Albums. Die Nachnamen und Instrumente der Musiker sind unbekannt.
- Amanda
- Christophe
- Colin
- Dan O.
- Jesse
- Peter
- Sylvain
- Shnaiberg

John Arthur Tinberg ist für den Satz Slow Moving Trains… verantwortlich.